# Roberto Durán
Roberto Durán Samaniego (El Chorrillo, Panamá, 16 de junio de 1951) es un exboxeador panameño, apodado «Mano de Piedra» o «El Cholo». Durán es mundialmente reconocido como el mejor peso ligero (135 libras) de todos los tiempos, y también catalogado ampliamente por cronistas deportivos e historiadores como uno de los mejores libra por libra de toda la historia del boxeo.
Derrotó en el peso ligero a otros campeones contemporáneos tales como Esteban de Jesús, Suzuki -Guts- Ishimatzu y fue capaz de llevar el boxeo hispano a los más altos niveles, enfrentándose a muchos de los mejores boxeadores de todas las épocas en distintas categorías boxísticas, realizando combates memorables.
El veterano cronista estadounidense Rich O´Brien catalogó a Durán en el número tres entre Los diez más grandes boxeadores libra por libra. La revista Sports Illustrated lo reconoció como el mejor peso ligero de todos los tiempos. El cronista deportivo argentino/mexicano Eduardo Lamazón considera a Durán como el mejor boxeador de la historia, en todos los pesos. Ring Magazine lo cataloga como el quinto mejor boxeador en la historia del deporte, mientras que la cadena deportiva ESPN lo cataloga como el segundo mejor boxeador de las últimas 5 décadas.

## Primeros años
Roberto Durán nació en 1951 en El Chorrillo (Panamá), Su madre, Clara Samaniego, era nativa de Guararé, y su padre, Margarito Durán Sánchez, era un chicano de Arizona, Estados Unidos. Fue criado en los barrios bajos de El Chorrillo, en el distrito «La Casa de Piedra», en la Ciudad de Panamá. Empezó a aprender boxeo en el gimnasio Neco de La Guardia cuando solamente tenía 8 años de edad.

## Inicios
El primer entrenador de Roberto Durán fue Néstor Quiñónez, el popular «Plomo Espinosa». Según los registros dorados, sus dos únicas peleas como boxeador aficionado fueron ante su compatriota Jorge Maynard, al cual popularmente le conocían como El Mello. Roberto Durán cobró 25 dólares en su primera pelea como profesional en la categoría gallo (118 libras), cuando venció por decisión en cuatro asaltos al futuro aspirante mundialista, el chiricano Carlos Mendoza, en la Arena de Colón en el debut profesional de ambos el día 23 de febrero de 1968; la pelea estelar la protagonizaron el colombiano Heliodoro Pitalúa y el panameño Miguel Riasco. El pleito coestelar fue un choque entre los panameños Ernesto «Ñato» Marcel y Encarnación «Machito» Guerrero. Luego de una brevísima carrera aficionada, Durán debutó en el profesionalismo iniciando en la categoría gallo —la división supergallo (122 libras) no fue creada oficialmente hasta mucho después, en 1972, cuando ya Durán militaba en le peso ligero— y ascendiendo posteriormente al peso pluma (126 libras) y super pluma (130 libras), acumulando un saldo de 21-0-18(KO) antes de invadir y asentarse en los pesos ligeros (135 libras) al pelear por vez primera en esa división boxística el 21 de marzo de 1971 ante el venezolano José Acosta (17-14-6-9KO), a quien derrotó por KO en el primer asalto. 22 de sus combates ganados por KO los resolvió en el mismo primer asalto, incluyendo sus dos últimos KO en ese asalto, ante Bernardo Díaz en la categoría ligera y ante Ariel Cruz en la categoría súper mediana.

## Estilo
Poseía una gran pegada, siendo su recto largo de derecha por encima del hombro izquierdo del rival, su golpe por excelencia y además de esto era especialista golpeando los costados de los rivales y acorralándoles contra las cuerdas mientras conectaba severas combinaciones a los planos bajos; dominó las tres distancias, pero su terreno era la corta, con amarres constantes y la distancia mediana con el golpeo adentro que era su punto de mayor fuerza. La carrera de Duran fue guiada desde su primera hasta su última pelea por "Plomo" Espinoza, pero desde su combate contra Hiroshi Kobayashi (61-9-4) en 1971 hasta la segunda pelea contra Sugar Ray Leonard en 1980, su manejador Carlos Eleta le contrató entrenadores de primer nivel como fueron Ray Arcel y Freddie Brown, quienes llegaron a producir 15 y 8 campeones mundiales tales como Larry Holmes y Rocky Marciano, respectivamente y pulieron el estilo de Durán en el aspecto defensivo en el caso de Arcel, mientras Brown fue quien diseñó las estrategias de Durán de atacar el cuerpo y planos bajos de los rivales. Para los 90´s se alternaron en su esquina los entrenadores Rigoberto Garibaldi y Bernardo Checa, hasta retornar Espinoza en su último combate a dirigirlo desde la esquina.
Otra característica que poseía era su excelente defensa, pues para ser un boxeador del estilo fajador, tenía excelentes desplazamientos sobre el entarimado, y más que ser un tipo estático que dependía solo de una resistente mandíbula, tenía movimientos de torso y cabeza que usaba para evadir los golpes de sus rivales. También se destacan sus buenos reflejos y gran rapidez de manos en las categorías ligero y wélter.

## Carrera profesional

### Campeón de los pesos ligeros
Previa una victoria sobre el excampeón mundial unificado de los super-plumas, el japonés Hiroshi Kobayashi,(61-9-4) y ante el veterano Ángel Robinson García (121-56-20) en 1971, el 26 de junio de 1972, en Nueva York, se proclamó campeón mundial de los ligeros, (135 libras) al derrotar por nocaut técnico en el decimotercero asalto al campeón mundial de la Asociación Mundial de Boxeo, el estilista escocés Ken Buchanan, (43-1-0). pero hay algo que opaca esa victoria pues el boxeador centroamericano conectó golpes bajos y no fue penalizado por el referee. Realizó 12 defensas de este título (además de 33 peleas sin título en juego en esa categoría que era muy común en esa época) 11 ganadas de ellas por nocaut y unificándola en su última defensa ante el campeón del Consejo Mundial de Boxeo, el borinqueño Esteban de Jesús,(52-3-0) quien fue el primero que pudo derrotar y enviar a la lona a Durán en un pleito anterior donde no había título en juego. Además de Esteban de Jesús, derrotó siendo campeón a Ishimatsu Suzuki, Héctor Thompson, Lou Bizarro, Jimmy Robertson, Saoul Mamby, Vilomar Fernández entre otros; solamente Edwin Viruet le llegó hasta el final en una pelea titular en juego en el peso ligero. Algunos le hicieron buenas peleas, pero el panameño demostró tener un dominio total de sus oponentes en esa división. En 1999, Associated Press clasificó a Roberto Durán con el número 7 en la lista de Los Mejores Boxeadores del Siglo XX, y le otorgan el 1.er lugar en Los Más Grandes Pesos Ligeros, superando en esa posición a otras leyendas consagradas de esa división, tales como Benny Leonard, Ike Williams, Joe Gans y Carlos Ortiz.

## Ascenso al peso wélter y combates contra Ray Leonard
En 1979 Durán abdica a sus títulos ligeros y en vez de hacer carrera en la división inmediata que era la superligera o 140 libras, opta por subir directamente a los wélter o 147 libras, obteniendo importantes victorias ante Adolfo Viruet (15-2-0), Monroe Brooks, (39-4-3) Jimmy Heair, (73-17-1) y el 20 de junio de 1980, tras derrotar previamente al excampeón mundial wélter, el mexicano Carlos Palomino, (27-2-3) gana el derecho a optar por la corona wélter retando a Sugar Ray Leonard, quien para esa época emergía como la principal figura boxística mundial con el retiro de Muhammad Ali. Enfrentó, en una velada denominada Brawl in Montreal, al estelarísimo Sugar Ray Leonard el título mundial del peso wélter en versión del Consejo Mundial de Boxeo ante 46 000 espectadores, con victoria por decisión unánime en una pelea considerada una de la más importantes de los últimos 40 años. Durán en las ruedas de prensa se dedicó a intimidar y presionar psicológicamente al estadounidense y el combate lo llevó a su terreno peleando a la corta y media distancia, llevando siempre la iniciativa y conectando los más contundentes golpes durante quince asaltos. El título obtenido lo pierde meses más tarde ante el mismo Leonard por descalificación al abandonar en el octavo asalto. Esta controvertida pelea fue bautizada por el cronista Howard Cossell como el «NO MÁS»; en ella se alegó que el panameño sufrió calambres a causa de una deshidratación por las libras que perdió para poder hacer el peso reglamentario en muy poco tiempo.

### En los Super-welters, tercer título mundial
Luego de subir a la categoría super-wélter o 154 libras realizó 8 peleas enfrentándose entre ellas al excampeón mundial wélter de la Asociación Mundial de Boxeo José «Pipino» Cuevas, (29-8-0) al campeón nacional de Italia y de Europa de los superwelters, Luigi Minchillo (35-1-0) y al talentoso campeón superwelter del Consejo Mundial de Boxeo Wilfred Benítez, (43-1-1) con quien pierde en decisión de los jueces. Más tarde, el 16 de junio de 1983, ganó su tercera corona mundial, la superwelter de la Asociación Mundial de Boxeo, derrotando en una sangrienta pelea por KO al joven campeón estadounidense Davey Moore, (12-0-0) quien realizaba su tercera defensa titular, en el Madison Square Garden de Nueva York, convirtiéndose en el tercer boxeador hispano en ganar tres coronas mundiales y el séptimo en la lista de todos los tiempos. Su actuación ante Jimmy Batten, Cuevas, Minchillo y Moore le valieron ganar el «Regreso de Año» en 1983.

### Debut en los Pesos Medios ante Marvin Hagler
Intentó conseguir el título de los medios (160 libras) en una primera oportunidad, pero fue derrotado a los puntos por Marvin Hagler (57-2-2) quien es considerado el boxeador más dominante de la década de los 80's, y en ese entonces era el campeón unificado del Consejo Mundial de Boxeo, Asociación Mundial de Boxeo y la Federación Internacional de Boxeo de los pesos medios (160 libras). A pesar de ser Durán un peso ligero natural (135 libras), se recuerda que ha sido el rival más difícil que tuvo Hagler en su camino, ya que el panameño lo puso en evidencia durante el combate, que es uno de los mejores que se ha celebrado en esa división de las 160 libras. Los jueces anotaron 142-144, 145-146 y 143-144 a favor de Hagler, quien dominó los últimos tres asaltos del combate logrando así remontar y sacar ventaja en las tarjetas de los jueces.

### Regreso a los superwelters y combate ante Thomas Hearns
Originalmente, el título de los superwelter de la Asociación Mundial de Boxeo que ganó ante Moore, lo unificaría ente el campeón del Consejo Mundial de Boxeo, Thomas Hearns, quien está considerado por muchos como el mejor boxeador que ha tenido esa categoría, pero luego la AMB desautorizó esta pelea debido a la merecida oportunidad que había que darle a Mike McCallum (primer retador de ese organismo en esa categoría); los manejadores de Durán montaron el combate el 16 de junio de 1984 en el Cesars Palace de Las Vegas y el panameño fue noqueado en dos asaltos en una pelea donde su condición y estrategia de pelea no fueron los mejores.

### Reivindicación ante Iran Barkley: cuarto título mundial y tercera pelea contra Leonard
Luego de varios años peleando en las 168 libras y ocupando puestos secundarios en carteleras y cuando nadie le daba la menor oportunidad de regresar a la estelaridad, volvió a pelear en la categoría de los medios, consiguiendo el título del Consejo Mundial de Boxeo el 24 de febrero de 1989 en Atlantic City, ante el campeón mundial Iran Barkley, quien venía de noquear a Thomas Hearns. Durán no era dado como favorito en este combate ante un oponente natural de esa división y mucho más fuerte y joven, pero a fuerza de una excelente preparación física y enorme coraje se impuso por decisión dividida y esa pelea le mereció según The Ring ser catalogada como La Pelea del Año. Con este triunfo, el panameño se convirtió en el primer boxeador hispanoamericano en ganar cuatro campeonatos mundiales en otras tantas divisiones. A finales del 1989, atraído por una jugosa oferta subió a los supermedios, para enfrentar en una tercera reyerta a Sugar Ray Leonard, en ese momento campeón del CMB. En esta pelea Durán sacó lo mejor de sí en los últimos asaltos causándole cortaduras en el rostro a Leonard, y ocasionándole que fuera suturado con más de treinta puntos, pero esto no bastó para que los jueces le dieran ganador en este combate y declararon ganador a Leonard.

### Etapa final de su carrera en los Supermedios
El 25 de junio de 1994 en Las Vegas, con 43 años de edad, combatió de nuevo por el título mundial de la categoría supermedia, (168 libras) pero avalado por el Consejo Internacional de Boxeo, realizando una competitiva pelea ante el italo-estadounidense Vinny Pazienza, (37-5-0) de 32 años —11 años menos que Durán—, pleito que a juicio de la mayoría de los entendidos y del público, Pazienza perdió de manera amplia, ya que Durán, a pesar de su mayor edad, se mostró todo el combate muy superior, y sobre la base de pura experiencia más que de preparación física, no solamente lanzó más golpes que su joven y ágil rival, sino que fueron más claros y de mayor poder, llegando incluso a enviar a la lona a Pazienza a la altura del 1:28 del quinto asalto con un golpe de derecha al mentón; sin embargo, los jueces Chuck Giampa (113-117), Jerry Roth (112-117), Dave Moretti (112-117) favorecieron a Pazienza con una victoria injusta ante Durán. Luego de una pelea preparatoria ante Heath Todd (25-4-0) que gana por nocaut técnico en el séptimo asalto, se enfrenta el 14 de enero de 1995 nuevamente a Pazienza en Nueva Jersey en la pelea de revancha y en esa misma categoría.
Pazienza ganó esta vez claramente a un Roberto Durán que se presentó obeso, —2 kilos más que en el primer combate— lento y con una estrategia de pelea poco precisa y efectiva, donde el constante golpe de derecha de Pazienza, —quien nunca ofreció un blanco fijo a ser golpeado y se mantenía en constante movimiento alrededor del panameño— hizo blanco en la anatomía del panameño quien esta vez solo mostró escasos reflejos de su otrora grandeza como fue a la altura del 1:40 del tercer asalto cuando casi derriba a su rival, Durán se notó muy cansado en el último asalto y su letal recto de derecha lucía carente de velocidad y poder, por lo que su estrategia final de buscar el KO falló y terminó perdiendo con una puntuación en las tarjetas de los jueces Tim Figley 111-117, Joseph Pasquale 112-116, Debra Barnes 110-118. A partir de este momento se hizo evidente que el panameño empezaba a perder efectividad y nivel boxístico a causa de su edad y desapego al entrenamiento. El 22 de junio de 1996, con 45 años de edad y teniendo al exboxeador Bernardo Checa de entrenador en su esquina, enfrenta por el vacante título mundial de los pesos medios (160 libras) del Consejo Internacional de Boxeo al boricua Héctor «Macho» Camacho de 34 años de edad, en esta pelea pelea el árbitro fue Tony Pérez en la cual Camacho fue claramente favorecido por la decisión de los jueces Tim Figley, Paul Venti y Dana DePaolo, con la falsa puntuación de 113-115, 113-116, 111-117, y Durán fue despojado una vez más de una clara victoria.
Esta pelea con Camacho fue un tanto deslucida a causa del estilo de ambos boxeadores, los constantes amarres de Durán, y Camacho pisando siempre el pie delantero de Durán y empujándolo al momento de atacarlo para hacerlo caer; no obstante el panameño conectó a partir del tercer asalto los golpes más contundentes y claros a pesar de Camacho pocas veces ofrecer un blanco fijo y mantenerse como siempre correteando de un lado a otro. Lógicamente un hombre de 45 años y muy lejos de sus mejores épocas como ese Duràn, no tenía con que darle un golpiza como las que le propinaron a Camacho otras luminarias boxísticas tal como Julio César Chávez, Félix «Tito» Trinidad, o Edwin Rosario, pues estos estaban en su mejor momento boxístico cuando enfrentaron al autodenominado «Macho» pero el panameño dio a pesar de la limitante edad una buena pelea esa noche; la ventaja en los primeros asaltos la llevó Camacho sobre la base de su velocidad de piernas y a que Durán estaba todavía fuera de distancia y contrariado por el extraño estilo del boricua, que atacaba con rápidas combinaciones de jab-recto corto al rostro de Durán y no fue hasta el tercer asalto que el panameño empezó a tomar iniciativa de las acciones. Ya a la altura del sexto asalto, Camacho presentaba una leve cortadura a nivel del arco superciliar izquierdo y estaba respirando forzadamente por la boca.

### Durán contra Castro 1 y 2: sus dos últimas grandes peleas y el ocaso
En 1997, con casi 46 años de edad, Durán realiza dos duelos en los pesos supermedios (168 libras) ante el aguerrido y temperamental excampeón mediano de la Asociación Mundial de Boxeo, el argentino Jorge «Locomotora» Castro, de 29 años de edad, dividiendo honores por puntos cada uno de los púgiles. La primera pelea ante Castro, fue teniendo Durán en su esquina del entrenador Rigoberto Garibaldi y fue frente a 9000 espectadores, entre los cuales estaba presenciando en ring side el cantante español Julio Iglesias, el 15 de febrero en el polideportivo de la ciudad argentina de Mar del Plata y la revancha fue el 14 de junio del mismo año en el Gimnasio Nuevo Panamá; más que un enfrentamiento boxístico fue la confrontación entre dos personalidades muy fuertes, dos grandes personajes de la historia del boxeo, una leyenda y un estelar del boxeo que en ese momento compilaban 219 peleas profesionales. El primer combate lo ganó Castro sobre la base de sacar ventaja en los primeros asaltos a fuerza de su juventud y mayor velocidad de manos; el árbitro de esta pelea fue el experimentado Luis Guzmán y los jueces le dieron a Castro en las tarjetas la puntuación de 94-100, 96-99, 98-99. La revancha tuvo como árbitro a Carlos Berrocal y la ganó Durán con marca en las tarjetas de los jueces de 97-95, 97-95, 97-95. Los primeros asaltos los dominó Castro sobre la base de la estrategia de anticiparse a los desplazamientos de Durán para descontrolarlo, llegando incluso a poner en apuros al panameño en el tercer asalto; sin embargo a partir del quinto asalto, Durán sobre la base de su mayor veteranía en peleas estelares y al calor que agobiante que hacía esa noche que sofocó al argentino, sacó ventaja y se adjudicó la victoria. Ambas peleas fueron el clásico enfrentamiento entre dos fajadores por excelencia; dos hombres que estaban ya lejos de sus mejores tiempos, pues la casi inactividad de Castro y la edad avanzada de Durán fueron muy evidentes; y más que disciplina y preparación —algo que les faltó a ambos— en el gimnasio, lo que se notó fue mucha entrega y valentía en ambos púgiles. En 1998, con 47 años de edad, en el Hotel Hilton de Las Vegas y ya con escasos reflejos y sin «piedras en las manos» intenta recuperar el título mundial mediano, versión Asociación Mundial de Boxeo, perdiendo por KO técnico a los 2 minutos y 54 segundos del tercer asalto, frente al campeón estadounidense William Joppy de 27 años. En esta pelea Joppy estuvo totalmente cómodo y el otrora poderoso pegador panameño estuvo siempre a su merced, por lo que el árbitro Joe Cortez detuvo las acciones para evitar que Durán fuera golpeado de más. Tras esta pelea, Durán no dio entrevistas y se retiró hasta reaparecer el 6 de marzo de 1999 en Mar del Plata ante el prospecto de 26 años de edad, el argentino Omar Eduardo González, en una pelea pactada a diez asaltos en las 168 libras; mientras González hizo el peso exacto en la báscula, Durán apareció con 183 libras —15 libras de más—, por lo que la pelea fue pospuesta en medio de un gran escándalo mediático, donde la Comisión de Boxeo de Panamá abogó porque le quitaran a Durán su licencia de pelear en el extranjero. González, quien fue sparring de Durán cuando este entrenó para pelear contra Castro en Argentina; era un tipo de escasa pegada pero tenía a su favor su juventud, y mostró ante el envejecido Durán la seguridad, determinación y coraje que nunca tuvo ante rivales de su nivel y edad; la velada se desarrolló de manera muy aburrida, donde no hubo golpes definidos y Durán solo mostró destellos de su gran calidad, ocasionándole la pérdida de la visión en el ojo izquierdo a causa de un hematoma y un corte en el´pómulo derecho al argentino González; pero se evidenció luego un Durán de escasa velocidad y contundencia, que a partir del cuarto asalto mostró cansancio físico, y los jurados lo vieron perder por unanimidad: Morán 97-96; Lier 98-96 y Villarreal 99 a 97. El 16 de junio de 2000 en el Gimnasio Nuevo Panamá, dirigido por su compadre y entrenador de toda la vida, "Plomo" Quiñones Espinoza en su esquina, Durán derrota por puntos, según las tarjetas de los jueces 117-113, 117-113, 117-114 en la revancha al irlandés Pat Lawlor, adjudicándose el título mundial super mediano de la Asociación Nacional de Boxeo, (existe una controversia en este sentido, pues la NBA es la más antigua de las organizaciones de boxeo, pero es poco reconocida por lo que la mayoría de los entendidos dicen que Durán ganó cuatro y no cinco títulos mundiales) título que perdió por puntos en su primera defensa ante Héctor Camacho en julio de 2001, en una deslucida pelea realizada en Denver, donde Durán —con 50 años y Camacho con 39— acusó haber sido afectado por la altura de la ciudad. Hasta su retiro, logró obtener 5 distintas coronas mundiales en cuatro categorías distintas. Su récord al término de su carrera profesional es: 120 peleas con 104 victorias (69 por nocaut) y 16 derrotas (las derrotas ante Camacho, Pazienza y Robbie Sims son muy cuestionables hasta la fecha de hoy). El 14 de octubre de 2006, fue exaltado al Salón de la Fama del Boxeo Mundial en Riverside, California, y el 10 de junio de 2007 fue ingresado en el Salón Internacional de la Fama del Boxeo de Canastota. Fue categorizado por la revista The Ring como el 5.º boxeador más importante de los últimos 80 años y es considerado por analistas internacionales como el más grande boxeador hispanoamericano de todos los tiempos, ostentando el récord de ser después de Jack Johnson y Kid Azteca, el único atleta que ha accionado en cinco décadas distintas, hazaña que fue igualada en el 2008 por Saoul Mamby; (60’s, 70’s, 80’s, 90’s y 00’s) en 33 años de carrera, además de ser el único boxeador que tiene KO propinados en todos y cada uno de los asaltos desde el 1.º hasta el 15.º.

## Cultura popular

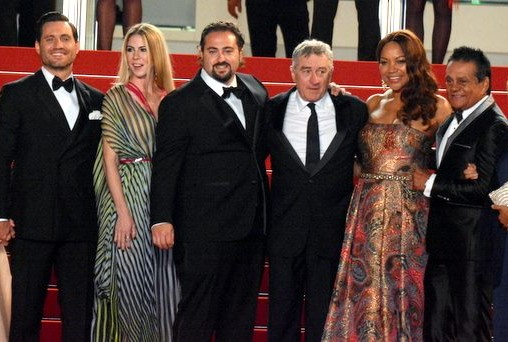
Roberto Durán (a la derecha) en el estreno de la película Manos de piedra en el Festival de Cannes 2016.

Para la segunda parte de la saga de Rocky, Sylvester Stallone buscó entrenarse con un boxeador real, y eligió a "Mano de Piedra", con quien comparte una escena de 30 segundos en la película y en la que Durán interpreta a un sparring que exhibe la mala condición del "Semental Italiano", quien se alistaba para la revancha contra Apollo Creed.
"Con Roberto Durán aprendí mi lección. Los boxeadores profesionales y la actuación son dos cosas diferentes, yo más o menos puedo interpretarlos, pero ellos son de verdad", declaró Stallone.
En 2012, Durán colaboró y actuó en una telerrealidad televisada llamada «Los Durán», donde compartía estelaridad con los demás miembros de su familia.
Ese mismo año, en Panamá se llevó a cabo la filmación de una película biográfica sobre su carrera boxística, la cual fue dirigida por Jonathan Jakubowicz y protagonizada por Édgar Ramírez, Usher Raymond, Ana de Armas y Robert De Niro.

## Récord profesional
| 103 victorias (70 nocauts, 32 decisiones, 1 retiro), 16 derrotas (4 nocauts, 12 decisiones), 0 empates |        |                           |      |               |            |                                             |                                                            |
| Res.                                                                                                   | Récord | Rival                     | Tipo | Rd., tiempo   | Día        | Lugar                                       | Notas                                                      |
| Derrota                                                                                                | 103-16 | Héctor Camacho            | UD   | 12 (12)       | 2001-07-14 | Denver, Colorado                            | Pierde título NBA peso supermediano                        |
| Victoria                                                                                               | 103-15 | Patrick Goossen           | UD   | 10 (10)       | 2000-08-12 | Toppenish, Washington                       |                                                            |
| Victoria                                                                                               | 102-15 | Pat Lawlor                | UD   | 12 (12)       | 2000-06-16 | Panamá, Panamá                              | Gana título NBA peso supermediano                          |
| Derrota                                                                                                | 101-15 | Omar González             | UD   | 10 (10)       | 1999-03-06 | Buenos Aires, Argentina                     |                                                            |
| Derrota                                                                                                | 101-14 | William Joppy             | TKO  | 3 (12), 2:54  | 1998-08-28 | Las Vegas, Nevada                           | Pelea por título AMB peso mediano                          |
| Victoria                                                                                               | 101-13 | Felix José Hernández      | UD   | 10 (10)       | 1998-01-31 | Panamá, Panamá                              |                                                            |
| Victoria                                                                                               | 100-13 | David Radford             | UD   | 8 (8)         | 1997-11-15 | Temba, South Africa                         |                                                            |
| Victoria                                                                                               | 99-13  | Jorge «Locomotora» Castro | UD   | 10 (10)       | 1997-06-14 | Panamá, Panamá                              |                                                            |
| Derrota                                                                                                | 98-13  | Jorge «Locomotora» Castro | UD   | 10 (10)       | 1997-02-15 | Buenos Aires, Argentina                     |                                                            |
| Victoria                                                                                               | 98-12  | Mike Culbert              | TKO  | 6 (10)        | 1996-09-27 | Chester, West Virginia                      |                                                            |
| Victoria                                                                                               | 97-12  | Ariel Cruz                | KO   | 1 (10)        | 1996-08-31 | Panama City, Panama                         |                                                            |
| Derrota                                                                                                | 96-12  | Héctor Camacho            | UD   | 12 (12)       | 1996-06-22 | Atlantic City, Nueva Jersey                 | Pelea por el título CIB peso mediano                       |
| Victoria                                                                                               | 96-11  | Ray Domenge               | UD   | 10 (10)       | 1996-02-20 | Miami, Florida                              |                                                            |
| Victoria                                                                                               | 95-11  | Wilbur Garst              | TKO  | 4 (10)        | 1995-12-21 | Fort Lauderdale, Florida                    |                                                            |
| Victoria                                                                                               | 94-11  | Roni Martínez             | TKO  | 7 (10), 2:59  | 1995-06-10 | Kansas City, Misuri                         |                                                            |
| Derrota                                                                                                | 93-11  | Vinny Pazienza            | UD   | 12 (12)       | 1995-01-14 | Atlantic City, Nueva Jersey                 | Pelea por título CIB peso supermediano                     |
| Victoria                                                                                               | 93-10  | Heath Todd                | TKO  | 7 (10)        | 1994-10-18 | Bay Saint Louis, Misisipi                   |                                                            |
| Derrota                                                                                                | 92-10  | Vinny Pazienza            | UD   | 12 (12)       | 1994-06-25 | Las Vegas, Nevada                           | Pelea por título CIB peso supermediano                     |
| Victoria                                                                                               | 92-9   | Terry Thomas              | TKO  | 4 (10)        | 1994-03-29 | Bay Saint Louis, Misisipi                   |                                                            |
| Victoria                                                                                               | 91-9   | Carlos Montero            | UD   | 10 (10)       | 1994-02-22 | Marsella, Francia                           |                                                            |
| Victoria                                                                                               | 90-9   | Tony Menefee              | TKO  | 8 (10)        | 1993-12-14 | Bay Saint Louis, Misisipi                   |                                                            |
| Victoria                                                                                               | 89-9   | Sean Fitzgerald           | KO   | 6 (10)        | 1993-08-17 | Bay Saint Louis, Misisipi                   |                                                            |
| Victoria                                                                                               | 88-9   | Jacques LeBlanc           | UD   | 10 (10)       | 1993-06-29 | Bay Saint Louis, Misisipi                   |                                                            |
| Victoria                                                                                               | 87-9   | Ken Hulsey                | KO   | 2 (10), 2:45  | 1992-12-17 | Cleveland, Ohio                             |                                                            |
| Victoria                                                                                               | 86-9   | Tony Biglen               | UD   | 10 (10)       | 1992-09-30 | Búfalo, Nueva York                          |                                                            |
| Derrota                                                                                                | 85-9   | Pat Lawlor                | TKO  | 6 (10), 1:50  | 1991-03-18 | Las Vegas, Nevada                           | Durán se lesiona el hombro y no puede continuar            |
| Derrota                                                                                                | 85-8   | Sugar Ray Leonard         | UD   | 12 (12)       | 1989-12-07 | Las Vegas, Nevada                           | Pelea por título CMB peso supermediano                     |
| Victoria                                                                                               | 85-7   | Iran Barkley              | SD   | 12 (12)       | 1989-02-24 | Atlantic City, Nueva Jersey                 | Gana título CMB Peso mediano.                              |
| Victoria                                                                                               | 84-7   | Jeff Lanas                | SD   | 10 (10)       | 1988-10-01 | Chicago, Illinois                           |                                                            |
| Victoria                                                                                               | 83-7   | Paul Thorn                | RTD  | 6 (10)        | 1988-04-14 | Atlantic City, Nueva Jersey                 |                                                            |
| Victoria                                                                                               | 82-7   | Ricky Stackhouse          | UD   | 10 (10)       | 1988-02-05 | Atlantic City, Nueva Jersey                 |                                                            |
| Victoria                                                                                               | 81-7   | Juan C. Giménez           | UD   | 10 (10)       | 1987-09-12 | Miami, Florida                              |                                                            |
| Victoria                                                                                               | 80-7   | Víctor Claudio            | UD   | 10 (10)       | 1987-05-16 | Miami, Florida                              |                                                            |
| Derrota                                                                                                | 79-7   | Robbie Sims               | SD   | 10 (10)       | 1986-06-23 | Caesars Palace, Las Vegas                   |                                                            |
| Victoria                                                                                               | 79-6   | Jorge Suero               | KO   | 2 (10), 1:45  | 1986-04-18 | Panamá, Panamá                              |                                                            |
| Victoria                                                                                               | 78-6   | Manuel Zambrano           | KO   | 2 (10), 2:57  | 1986-01-31 | Panamá, Panamá                              |                                                            |
| Derrota                                                                                                | 77-6   | Thomas Hearns             | KO   | 2 (15)        | 1984-06-15 | Caesars Palace, Las Vegas                   | Pelea por título CMB peso superwélter                      |
| Derrota                                                                                                | 77-5   | Marvin Hagler             | UD   | 15 (15)       | 1983-11-10 | Caesars Palace, Las Vegas                   | Pelea por títulos The Ring, CMB, AMB, y FIB peso mediano.  |
| Victoria                                                                                               | 77-4   | Davey Moore               | TKO  | 8 (15), 2:02  | 1983-06-16 | Madison Square Garden, Nueva York           | Gana título AMB peso superwélter                           |
| Victoria                                                                                               | 76-4   | José «Pipino» Cuevas      | TKO  | 4 (12), 2:26  | 1983-01-29 | Los Ángeles, California                     |                                                            |
| Victoria                                                                                               | 75-4   | Jimmy Batten              | UD   | 10 (10)       | 1982-11-12 | Miami, Florida                              |                                                            |
| Derrota                                                                                                | 74-4   | Kirkland Laing            | SD   | 10 (10)       | 1982-09-04 | Detroit, Míchigan                           |                                                            |
| Derrota                                                                                                | 74-3   | Wilfred Benítez           | UD   | 15 (15)       | 1982-01-30 | Caesars Palace, Las Vegas                   | Pelea por el título CMB peso superwélter                   |
| Victoria                                                                                               | 74-2   | Luigi Minchillo           | UD   | 10 (10)       | 1981-09-26 | Caesars Palace, Las Vegas                   |                                                            |
| Victoria                                                                                               | 73-2   | Nino González             | UD   | 10 (10)       | 1981-08-09 | Cleveland, Ohio                             |                                                            |
| Derrota                                                                                                | 72-2   | Sugar Ray Leonard         | RTD  | 8 (15), 2:44  | 1980-11-25 | Nueva Orleans, Luisiana                     | Pierde título The Ring y CMB peso wélter                   |
| Victoria                                                                                               | 72-1   | Sugar Ray Leonard         | UD   | 15 (15)       | 1980-06-20 | Montreal, Quebec, Canadá                    | Gana títulos The Ring y CMB peso wélter                    |
| Victoria                                                                                               | 71-1   | Wellington Wheatley       | TKO  | 6 (10)        | 1980-02-24 | Tropicana Hotel, Las Vegas                  |                                                            |
| Victoria                                                                                               | 70-1   | Joseph Nsubuga            | TKO  | 4 (10), 3:00  | 1980-01-13 | Caesars Palace, Las Vegas                   |                                                            |
| Victoria                                                                                               | 69-1   | Zeferino González         | UD   | 10 (10)       | 1979-09-28 | Caesars Palace, Las Vegas                   |                                                            |
| Victoria                                                                                               | 68-1   | Carlos Palomino           | UD   | 10 (10)       | 1979-06-22 | Madison Square Garden, Nueva York           |                                                            |
| Victoria                                                                                               | 67-1   | Jimmy Heair               | UD   | 10 (10)       | 1979-04-08 | Caesars Palace, Las Vegas                   |                                                            |
| Victoria                                                                                               | 66-1   | Monroe Brooks             | KO   | 8 (12), 1:59  | 1978-12-08 | Madison Square Garden, Nueva York           |                                                            |
| Victoria                                                                                               | 65-1   | Ezequiel Obando           | KO   | 2 (10), 1:09  | 1978-09-01 | Ciudad de Panamá, Panamá                    |                                                            |
| Victoria                                                                                               | 64-1   | Adolfo Viruet             | UD   | 10 (10)       | 1978-04-27 | Madison Square Garden, Nueva York           |                                                            |
| Victoria                                                                                               | 63-1   | Esteban de Jesús          | TKO  | 12 (15), 2:32 | 1978-01-21 | Caesars Palace, Las Vegas                   | Retiene título The Ring, AMB y gana título CMB peso ligero |
| Victoria                                                                                               | 62-1   | Edwin Viruet              | UD   | 15 (15)       | 1977-09-17 | Filadelfia (Pensilvania)                    | Retiene título The Ring y AMB Peso ligero.                 |
| Victoria                                                                                               | 61-1   | Bernardo Díaz             | KO   | 1 (10), 1:29  | 1977-08-06 | Panamá, Panamá                              |                                                            |
| Victoria                                                                                               | 60-1   | Javier Muniz              | UD   | 10 (10)       | 1977-05-16 | Landover, Maryland                          |                                                            |
| Victoria                                                                                               | 59-1   | Vilomar Fernández         | KO   | 13 (15), 2:10 | 1977-01-29 | Miami, Florida                              | Retiene título The Ring y AMB peso ligero                  |
| Victoria                                                                                               | 58-1   | Álvaro Rojas              | TKO  | 1 (15), 2:17  | 1976-10-15 | Hollywood, Florida, Estados Unidos          | Retiene título The Ring y AMB peso ligero                  |
| Victoria                                                                                               | 57-1   | Emiliano Villa            | TKO  | 7 (10), 2:00  | 1976-07-31 | Panamá, Panamá                              |                                                            |
| Victoria                                                                                               | 56-1   | Lou Bizzarro              | KO   | 14 (15), 2:15 | 1976-05-23 | Erie, Pensilvania                           | Retiene título The Ring y AMB peso ligero                  |
| Victoria                                                                                               | 55-1   | Saoul Mamby               | UD   | 10 (10)       | 1976-05-04 | Miami Beach, Florida                        |                                                            |
| Victoria                                                                                               | 54-1   | Leoncio Ortiz             | KO   | 15 (15), 2:39 | 1975-12-20 | Hato Rey, Puerto Rico                       | Retiene título The Ring y AMB peso ligero                  |
| Victoria                                                                                               | 53-1   | Edwin Viruet              | UD   | 10 (10)       | 1975-09-30 | Uniondale, Nueva York                       |                                                            |
| Victoria                                                                                               | 52-1   | Alirio Acuna              | KO   | 3 (10)        | 1975-09-13 | Chitre, Panama                              |                                                            |
| Victoria                                                                                               | 51-1   | Pedro Mendoza             | KO   | 1 (10), 2:00  | 1975-08-02 | Managua, Nicaragua                          |                                                            |
| Victoria                                                                                               | 50-1   | Jose Peterson             | TKO  | 1 (10)        | 1975-06-03 | Miami, Florida                              |                                                            |
| Victoria                                                                                               | 49-1   | Ray Lampkin               | KO   | 14 (15), 0:39 | 1975-03-02 | Panama City, Panamá                         | Retiene título The Ring y AMB peso ligero                  |
| Victoria                                                                                               | 48-1   | Andrés Salgado            | KO   | 1 (10), 1:00  | 1975-02-15 | Panamá, Panamá                              |                                                            |
| Victoria                                                                                               | 47-1   | Masataka Takayama         | KO   | 1 (15), 1:40  | 1974-12-21 | San José, Costa Rica                        | Retiene título The Ring y AMB Peso ligero.                 |
| Victoria                                                                                               | 46-1   | Adalberto Vanegas         | KO   | 1 (10)        | 1974-11-16 | Panamá, Panamá                              |                                                            |
| Victoria                                                                                               | 45-1   | José Vásquez              | KO   | 2 (10)        | 1974-10-31 | San José, Costa Rica                        |                                                            |
| Victoria                                                                                               | 44-1   | Héctor Matta              | UD   | 10 (10)       | 1974-09-02 | Hato Rey, Puerto Rico                       |                                                            |
| Victoria                                                                                               | 43-1   | Flash Gallego             | TKO  | 7 (10), 2:35  | 1974-07-06 | Panamá, Panamá                              |                                                            |
| Victoria                                                                                               | 42-1   | Esteban de Jesús          | KO   | 11 (15)       | 1974-03-16 | Panamá, Panamá                              | Retiene título The Ring y AMB peso ligero                  |
| Victoria                                                                                               | 41-1   | Armando Mendoza           | TKO  | 3 (10), 1:50  | 1974-02-16 | Panamá, Panamá                              |                                                            |
| Victoria                                                                                               | 40-1   | Leonard Tavarez           | TKO  | 4 (10)        | 1974-01-21 | París, Francia                              |                                                            |
| Victoria                                                                                               | 39-1   | Tony García               | KO   | 3 (10)        | 1973-12-01 | Santiago de Veraguas, Panamá                |                                                            |
| Victoria                                                                                               | 38-1   | Guts Ishimatsu            | TKO  | 10 (15), 2:10 | 1973-09-08 | Panamá, Panamá                              | Retiene título The Ring y AMB peso ligero                  |
| Victoria                                                                                               | 37-1   | Doc McClendon             | UD   | 10 (10)       | 1973-08-04 | Hato Rey, Puerto Rico                       |                                                            |
| Victoria                                                                                               | 36-1   | Héctor Thompson           | TKO  | 8 (15), 2:15  | 1973-06-02 | Panamá, Panamá                              | Retiene título The Ring y AMB peso ligero                  |
| Victoria                                                                                               | 35-1   | Gerardo Ferrat            | TKO  | 2 (10), 2:45  | 1973-04-14 | Panamá, Panamá                              |                                                            |
| Victoria                                                                                               | 34-1   | Javier Ayala              | UD   | 10 (10)       | 1973-03-17 | Los Ángeles, California                     |                                                            |
| Victoria                                                                                               | 33-1   | Juan Medina               | KO   | 7 (10), 1:22  | 1973-02-22 | Los Ángeles, California                     |                                                            |
| Victoria                                                                                               | 32-1   | Jimmy Robertson           | KO   | 5 (15)        | 1973-01-20 | Panamá, Panamá                              | Retiene título The Ring y AMB peso ligero                  |
| Derrota                                                                                                | 31-1   | Esteban de Jesús          | UD   | 10 (10)       | 1972-11-17 | Madison Square Garden, ciudad de Nueva York | Pelea sin título en juego peso superligero                 |
| Victoria                                                                                               | 31-0   | Lupe Ramírez              | KO   | 1 (10), 3:03  | 1972-10-28 | Panamá, Panamá                              |                                                            |
| Victoria                                                                                               | 30-0   | Greg Potter               | KO   | 1 (10), 1:58  | 1972-09-02 | Panamá, Panamá                              |                                                            |
| Victoria                                                                                               | 29-0   | Ken Buchanan              | TKO  | 13 (15)       | 1972-06-26 | Madison Square Garden, Nueva York           | Gana título The Ring y AMB peso ligero                     |
| Victoria                                                                                               | 28-0   | Francisco Muñoz           | TKO  | 1 (10), 2:34  | 1972-03-10 | Panamá, Panamá                              |                                                            |
| Victoria                                                                                               | 27-0   | Angel Robinson García     | UD   | 10 (10)       | 1972-01-15 | Panamá, Panamá                              |                                                            |
| Victoria                                                                                               | 26-0   | Hiroshi Kobayashi         | KO   | 7 (10), 0:30  | 1971-10-16 | Panamá, Panamá                              |                                                            |
| Victoria                                                                                               | 25-0   | Benny Huertas             | TKO  | 1 (10), 1:06  | 1971-09-13 | Madison Square Garden, ciudad de Nueva York |                                                            |
| Victoria                                                                                               | 24-0   | Fermin Soto               | TKO  | 3 (10)        | 1971-07-18 | Monterrey, México                           |                                                            |
| Victoria                                                                                               | 23-0   | Lloyd Marshall            | TKO  | 6 (10), 1:37  | 1971-05-29 | Panamá, Panamá                              |                                                            |
| Victoria                                                                                               | 22-0   | José Acosta               | KO   | 1 (10), 1:55  | 1971-03-21 | Panamá, Panamá                              |                                                            |
| Victoria                                                                                               | 21-0   | José Ángel Herrera        | KO   | 6 (10)        | 1971-01-10 | Monterrey, México                           |                                                            |
| Victoria                                                                                               | 20-0   | Ignacio Castaneda         | TKO  | 3 (10)        | 1970-10-18 | Panamá, Panamá                              |                                                            |
| Victoria                                                                                               | 19-0   | Marvin Castaneda          | KO   | 1 (10), 1:30  | 1970-09-05 | Chiriquí, Panamá                            |                                                            |
| Victoria                                                                                               | 18-0   | Clemente Muciño           | KO   | 6 (10), 2:18  | 1970-07-18 | Colón, Panamá                               |                                                            |
| Victoria                                                                                               | 17-0   | Ernesto Marcel            | TKO  | 10 (10)       | 1970-05-16 | Ciudad de Panamá, Panamá                    |                                                            |
| Victoria                                                                                               | 16-0   | Felipe Torres             | UD   | 10 (10)       | 1970-03-28 | Ciudad de México, México                    |                                                            |
| Victoria                                                                                               | 15-0   | Luis Patino               | TKO  | 8 (10)        | 1969-11-23 | Panamá, Panamá                              |                                                            |
| Victoria                                                                                               | 14-0   | Serafín García            | TKO  | 5 (8)         | 1969-09-21 | Panamá, Panamá                              |                                                            |
| Victoria                                                                                               | 13-0   | Adolfo Osses              | TKO  | 7 (8)         | 1969-06-22 | Panamá, Panamá                              |                                                            |
| Victoria                                                                                               | 12-0   | Jacinto García            | TKO  | 4 (8)         | 1969-05-18 | Panamá, Panamá                              |                                                            |
| Victoria                                                                                               | 11-0   | Eduardo Frutos            | UD   | 6 (6)         | 1969-02-01 | Panamá, Panamá                              |                                                            |
| Victoria                                                                                               | 10-0   | Alberto Brand             | TKO  | 4 (6)         | 1969-01-19 | Panamá, Panamá                              |                                                            |
| Victoria                                                                                               | 9-0    | Carlos Howard             | TKO  | 1 (6)         | 1968-12-07 | Panamá, Panamá                              |                                                            |
| Victoria                                                                                               | 8-0    | Juan Gondola              | KO   | 2 (6)         | 1968-11-16 | Colón, Panamá                               |                                                            |
| Victoria                                                                                               | 7-0    | César De León             | KO   | 1 (6), 1:20   | 1968-09-22 | Panamá, Panamá                              |                                                            |
| Victoria                                                                                               | 6-0    | Leroy Carghill            | KO   | 1 (6)         | 1968-08-25 | Panamá, Panamá                              |                                                            |
| Victoria                                                                                               | 5-0    | Enrique Jacobo            | KO   | 1 (6)         | 1968-08-10 | Panamá, Panamá                              |                                                            |
| Victoria                                                                                               | 4-0    | Eduardo Morales           | KO   | 1 (4), 3:00   | 1968-06-30 | Panamá, Panamá                              |                                                            |
| Victoria                                                                                               | 3-0    | Manuel Jiménez            | KO   | 1 (4)         | 1968-06-15 | Colón, Panamá                               |                                                            |
| Victoria                                                                                               | 2-0    | Juan Gondola              | KO   | 1 (4)         | 1968-05-14 | Colón, Panamá                               |                                                            |
| Victoria                                                                                               | 1-0    | Carlos Mendoza            | UD   | 4 (4)         | 1968-02-23 | Colón, Panamá                               | Debut Profesional                                          |